# 존 K. 로슨

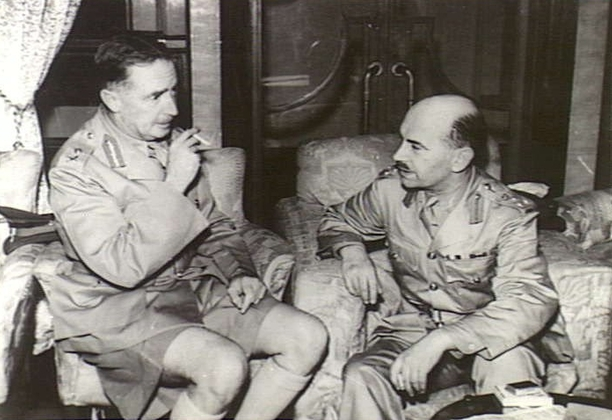
크리스토퍼 몰트비 장군과 같이 있는 존 로슨 준장(우측)

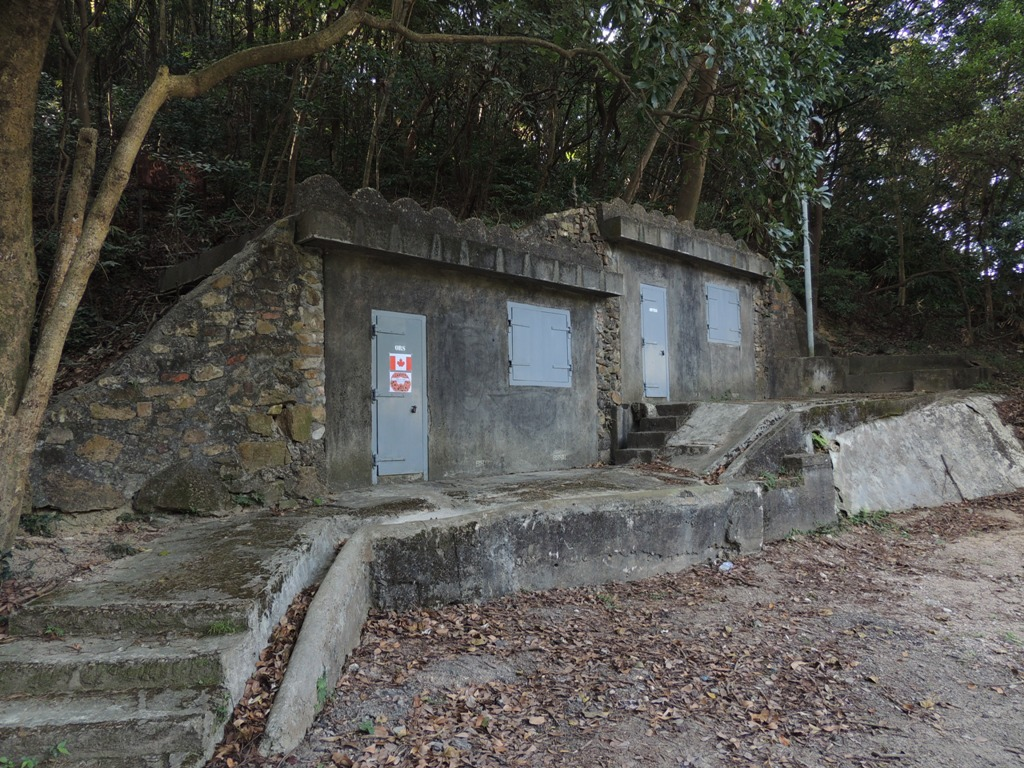
서부여단 본부

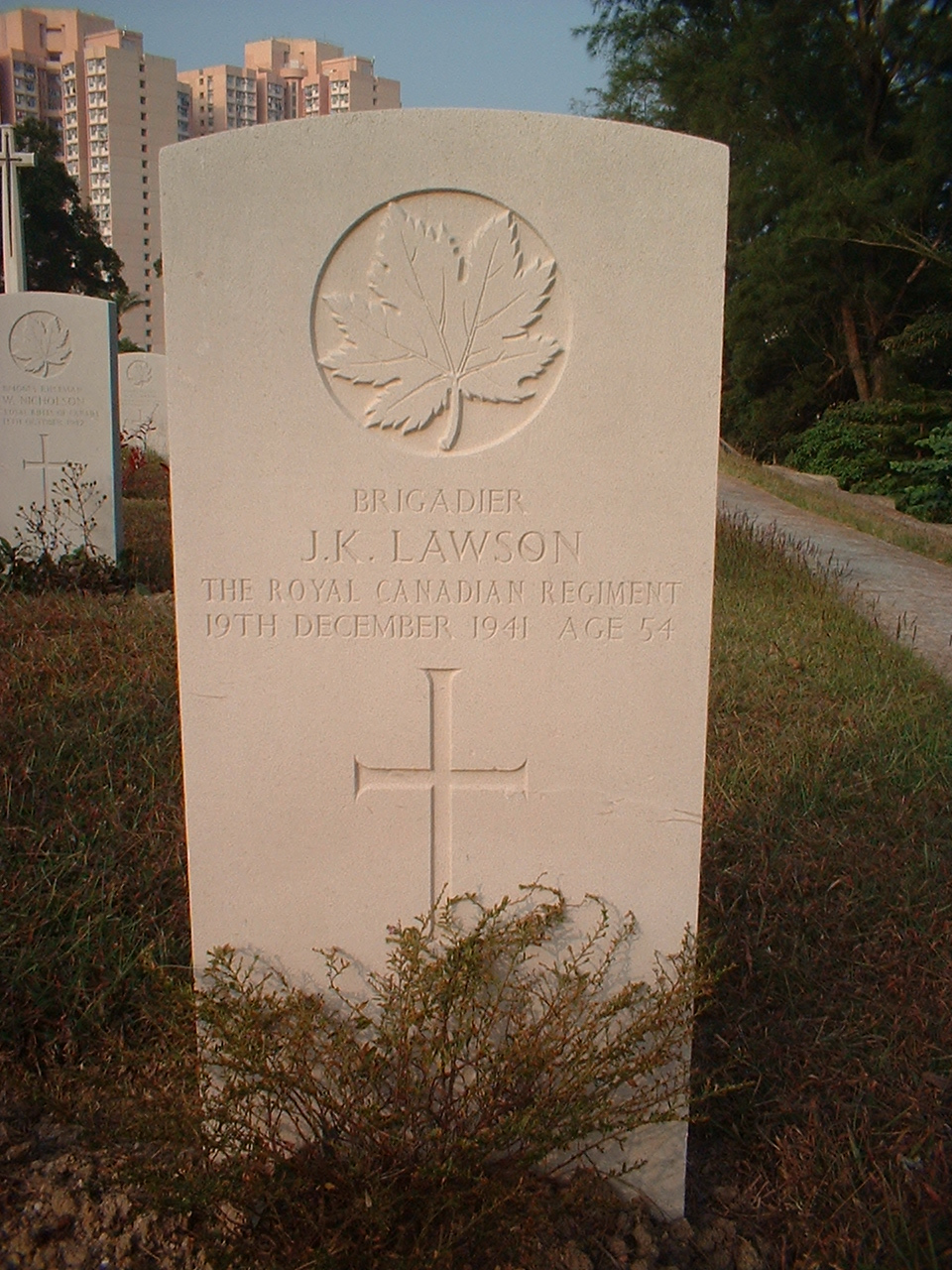
사이완 전쟁묘지에 있는 로슨의 묘비

존 켈번 로슨(John Kelburne Lawson, 1886년 12월 27일 ~ 1941년 12월 19일)은 캐나다군 장교로 홍콩 전투 서부여단장이었다. 그는 홍콩 전투에서 희생된 최고 계급 인물이었다.

## 생애
존 켈번 로슨은 영국 이스트라이딩오브요크셔주 킹스턴어폰헐에서 태어났고 1914년 캐나다 앨버타주 에드먼턴으로 이주한 후 허드슨 베이 회사 직원으로 일했다. 제1차 세계 대전 발발 후 캐나다 원정군에서 복무하여 파스샹달 전투, 솜 전투 등에 참전했다. 제2차 세계 대전이 발발했을 때 오타와의 어느 군사 교육 기관장으로 있었다.

## 홍콩 전투
가우룽반도를 지키던 부대들이 1941년 12월 11일 홍콩섬으로 후퇴하고 크리스토퍼 몰트비 장군은 홍콩섬 방어부대를 서부여단과 동부여단 둘로 난눴다. 로슨은 서부여단장이 됐다. 일본군은 1941년 12월 18일 홍콩섬에 상륙해서 섬 방어병력을 둘로 나누고자 했다. 치열한 전투 이후 12월 19일 10시 쯤 일본군이 로슨의 기지를 에워쌌다. 로슨은 '싸우며 나아가겠다'는 전보를 상부에 보내고 그의 소규모 장교단과 같이 방탄대피호를 나선 직후 일본군 기관총 공격으로 즉시 전사했다.
일본군이 도착해서 로슨의 유해를 발견했을 때 그의 용기를 존경하여 웡나이충 갭(Wong Nai Chong Gap) 근처에 묻었다. 포로로 잡힌 군종 장교가 로슨의 식별 팔찌를 챙겨서 캐나다에 있는 로슨의 가족에게 주기 전까지 갖고 있는 것이 허락됐다.
일본군이 세운 묘비가 전후에 뽑히고 로슨은 사이완 전쟁묘지에 재안장됐다. 2005년에는 캐나다 정부에 의해 해당 장소에 기념비가 세워졌다.

## 개인사
로슨은 1930년 오거스타 혹스워스 윌슨(Augusta Hawkesworth Wilson)과 결혼해서 1934년에 아서 존, 1936년에 마이클 이반을 낳았다.